# 大塚徳郎
大塚 徳郎（おおつか とくろう、1914年11月12日 - 2002年9月16日）は、日本史学者。

## 略歴
東京府東京市（現・東京都渋谷区）出身。1939年東京文理科大学卒、1965年「平安初期政治史研究」で東京教育大学文学博士。東北大学教養部助教授、宮城教育大学教授、1978年学長となり、のち名誉教授。1987年勲二等旭日重光章受勲。平安時代政治史が専門。

## 著書
- 『平安初期の征夷と坂上田村麿』 (東北の地理歴史研究双書)東北出版 1960
- 『平安初期政治史研究』吉川弘文館 1969
- 『みちのくの古代史 都人と現地人』(人間科学叢書) 刀水書房 1984

### 編纂
- 『仙台藩重臣石母田家文書 史料編』編. 刀水書房 1981
- 『仙台藩重臣石母田家文書 目録編』編. 刀水書房 1981
- 『仙台藩重臣石母田家文書 補遺･正誤表』編. 刀水書房 1981
- 『仙台藩重臣石母田家文書』編. 刀水書房 1981
- 『仙台藩重臣石母田家文書 続』編. 刀水書房, 1989